# Guerra Fría (1953-1962)

Alianzas en 1959:
Miembros de la OTAN
Otros aliados de EE. UU.
Países colonizados
Estados miembros del Pacto de Varsovia
Otros aliados de la URSS
Países no alineados

La Guerra Fría entre 1953 y 1962 es el período de la Guerra Fría comprendido entre la muerte del líder soviético Iósif Stalin en 1953 y la crisis de los misiles en Cuba en 1962. Tras la muerte de Stalin se produjeron disturbios en el bloque del Este, mientras que las tensiones internacionales se redujeron; la evidencia se puede ver en la firma de la reunificación de Austria tras el Tratado de Estado de Austria, y los Acuerdos de Ginebra que supusieron el fin de la lucha en Indochina. Sin embargo, este "deshielo" era solo parcial dado que la costosa carrera armamentística seguía su curso.

## Eisenhower y Jruschov
Cuando Dwight D. Eisenhower juró como presidente de los EE. UU. en 1953, los demócratas perdieron sus dos décadas de control de la presidencia de EE. UU. Bajo Eisenhower, sin embargo, la política de “guerra fría” de los Estados Unidos se mantuvo sin cambios. Aunque se puso en marcha un profundo replanteamiento de la política exterior (conocida como "Operación Solarium"), la mayoría de las ideas planteadas (tales como un "retroceso del comunismo" y la liberación de Europa del Este) fueron rápidamente consideradas como inviables. Un subyacente interés en la contención del comunismo soviético siguió dando forma a las líneas generales de la política exterior de EE. UU.
Mientras que la transición de la presidencia de Truman a la de Eisenhower tuvo el carácter de un paso de moderado a conservador, el cambio en la Unión Soviética fue inmenso. Con la muerte de José Stalin (quien dirigió la Unión Soviética desde 1928 y durante la Gran Guerra Patria) en 1953, su mano derecha Nikita Jruschov fue nombrado Primer Secretario del Partido Comunista. Durante un subsecuente período de Liderazgo colectivo, Jruschov fue consolidando su posición en el poder. Con ocasión de un discurso secreto en la sesión a puerta cerrada del XX Congreso del Partido Comunista de la Unión Soviética, el día 25 de febrero de 1956, Nikita Jruschov sorprendió a sus oyentes al denunciar el culto a la personalidad de Stalin y los muchos crímenes que ocurrieron bajo su liderazgo. Aunque el contenido del discurso fue secreto, se filtró al extranjero, sorprendiendo tanto a los aliados soviéticos como a los observadores occidentales. Más tarde Jruschov fue nombrado Primer Secretario de la Unión Soviética en 1958.
El impacto en la política soviética fue inmenso. El discurso despojó de su legitimidad a los restantes rivales estalinistas de Jruschov de un solo golpe, aumentando dramáticamente el poder del primer secretario del Partido en el país. Jruschov fue entonces capaz de reducir restricciones, liberando a algunos disidentes e iniciando políticas económicas que hacían más hincapié en los productos comerciales y no solamente en el carbón y el acero.

## Estrategia de los Estados Unidos - "Represalia Masiva" y "Brinksmanship"

### Objetivos en conflicto
Cuando Eisenhower asumió el cargo presidencial en 1953, estaba comprometido con dos objetivos posiblemente contradictorios: Primero, mantener - o incluso elevar - el compromiso nacional para contrarrestar la propagación de la influencia soviética, y, segundo, satisfacer las demandas de equilibrar el presupuesto, reducción de impuestos, y control de la inflación. La más prominente de las doctrinas que surgieron de estos objetivos fue la "Represalia Masiva", que el Secretario de Estado John Foster Dulles anunció a principios de 1954. Evitando las costosas fuerzas terrestres convencionales de la administración Truman, e incrementando la enorme superioridad del arsenal nuclear de EE. UU. y de inteligencia secreta, Dulles definió esta aproximación como "brinksmanship" (albordismo) el 16 de enero de 1956 en una entrevista para la revista “Life”: Empujando a la Unión Soviética al borde de la guerra con el fin de extraer concesiones.
Eisenhower heredó de la administración Truman un presupuesto militar de aproximadamente 42 mil millones de dólares, así como un documento (NSC-141) elaborado por Acheson, Harriman, y Lovett pidiendo un gasto militar adicional de 7-9 mil millones. Con el Secretario del Tesoro George Humphrey abriendo camino, y reforzado por la presión del senador Robert Taft y el ánimo de reducción de gastos del congreso republicano, el objetivo para el nuevo año fiscal (que entraría en vigor el 1 de julio de 1954) se redujo a 36 mil millones. Mientras el armisticio coreano estaba a punto de producir un ahorro significativo en despliegue de tropas y dinero, los Departamentos de Estado y de Defensa aún estaban en una atmósfera de crecientes expectativas de aumentos presupuestarios. Humphrey quería un presupuesto equilibrado y una reducción de impuestos en febrero de 1955, y se marcó un objetivo de ahorro de $ 12 mil millones (obteniendo la mitad de ellos de los recortes en gastos militares).
Aunque reticente a realizar profundos recortes en defensa, el presidente también era partidario de un presupuesto equilibrado y de menores asignaciones para la defensa. «A menos que podamos poner las cosas en manos de gente que se muera de hambre, nunca podremos derrotar al comunismo», dijo a su gabinete. Por otra parte, Eisenhower temía que un excesivo "Complejo industrial-militar" (un término que él popularizó) «o bien llevaría a EE.UU. a la guerra o a alguna forma de gobierno dictatorial» o quizás incluso a forzar a los EE. UU. a «iniciar la guerra en el momento más propicio». En una ocasión, el excomandante de la fuerza de invasión anfibia más grande de la historia exclamó en privado: «Dios ayude a la nación cuando tenga a un presidente que no sepa tanto sobre las fuerzas armadas como yo».
Mientras tanto, sin embargo, la atención se fue desviando a otro lugar en Asia. La constante presión ejercida desde el "lobby Chino" o "Asia firsters", que había insistido en esfuerzos activos para restaurar a Chiang Kai-Shek en el poder era todavía una fuerte influencia doméstica en la política exterior de los EE. UU.. En abril de 1953 el senador Robert Taft y otros poderosos republicanos en el Congreso súbitamente pidieron la sustitución inmediata de los principales jefes del Pentágono, en particular el presidente de la Junta de Jefes del Estado Mayor, Omar Bradley. Para el llamado "lobby China" y Taft, Bradley era visto con inclinaciones hacia una orientación "Europa-en primer lugar", lo que significaría que sería un posible obstáculo para los nuevos rumbos en política militar que ellos favorecían. Otro factor fueron las virulentas acusaciones del macartismo, en las que una gran parte del gobierno de EE. UU. supuestamente eran agentes encubiertos comunistas o simpatizantes. Pero después de las elecciones de medio mandato de 1954 - y la censura en el Senado - la influencia de Joseph McCarthy decayó tras sus impopulares acusaciones contra el Ejército.

### La estrategia de la Administración de Eisenhower
«I think most of our people cannot understand that we are actually at war. They need to hear shells. They are not psychologically prepared for the concept that you can have a war when you don't have actual fighting.»

El gobierno trató de conciliar las presiones contradictorias de los "Asia firsters" y las presiones para reducir el gasto Federal sin dejar de luchar en la Guerra Fría con eficacia. El 8 de mayo de 1953, el presidente y sus asesores abordaron este problema en la "Operación Solarium", llamada así por la terraza interior de la Casa Blanca donde el presidente llevaba a cabo las discusiones secretas. A pesar de que no era normal pedir a los militares que tuviesen en cuenta factores ajenos a su disciplina profesional, el presidente instruyó al grupo para alcanzar un equilibrio adecuado entre sus objetivos para reducir el gasto público y una posición militar ideal.
El grupo sopesaba tres opciones de política para el presupuesto militar del año siguiente:
1. el enfoque de Truman-Acheson de contención y confianza en las fuerzas convencionales,
2. amenazar con responder a una "agresión" soviética limitada en un lugar determinado con armas nucleares,
3. y una seria "liberación" basada en una respuesta económica al desafío político-militar-ideológico de la Unión Soviética a la hegemonía occidental: campañas de propaganda y guerra psicológica.

La tercera opción fue rechazada firmemente. Eisenhower y el grupo (formado por Allen Dulles, Walter Bedell Smith, Jackson CD, y Robert Cutler) optó por una combinación de las dos primeras, que confirmó la validez de la contención, pero con la confianza en la disuasión de la amenaza nuclear aérea norteamericana. Esto iba dirigido a evitar costosas e impopulares guerras terrestres, como la de Corea.
La administración Eisenhower vio la bomba atómica como una parte integral en la defensa de EE. UU., con la esperanza de que reforzaría la capacidad relativa de los EE. UU. frente a la Unión Soviética. El gobierno también se reservó la posibilidad de utilizarla, en efecto, como un arma de primera instancia, con la esperanza de ganar la iniciativa y reducir los costos. Manejando la superioridad nuclear de la nación, el nuevo enfoque de Eisenhower-Dulles era una forma más barata de contención orientado a ofrecer a los estadounidenses "más por su dinero".
Por lo tanto, la administración aumentó el número de ojivas nucleares de 1000 en 1953 a 18.000 a principios de 1961. Pese a la aplastante superioridad de EE. UU., se fabricaba una nueva arma nuclear adicional cada día. La administración también explotó la nueva tecnología. En 1955, se desarrolló el bombardero B-52 Stratofortress de ocho motores, el primer auténtico bombardero a reacción diseñado para transportar armas nucleares.
En 1961, los EE. UU. desplegaron 15 IRBM Júpiter (misiles balísticos de alcance intermedio) en Izmir, Turquía, dirigidos a las ciudades occidentales de la URSS, incluyendo Moscú. Teniendo en cuenta sus 2410 kilómetros de alcance, Moscú estaba a solo 16 minutos. Los EE. UU. también podrían lanzar los SLBM Polaris de 1.600 km de alcance desde submarinos sumergidos.
En 1962, los Estados Unidos tenían más de ocho veces más bombas y ojivas de misiles que la URSS: 27.297 a 3.332.
Durante la crisis de los misiles en Cuba los EE. UU. tenían 142 misiles balísticos intercontinentales Atlas y 62 Titan I, la mayoría en silos subterráneos reforzados.

## La estrategia soviética
Entre 1960 y 1961, Jruschov trató de imponer el concepto de la disuasión nuclear a los militares. La disuasión nuclear sostiene que la razón para tener armas nucleares es disuadir de su uso a un enemigo potencial. Con cada bando disuadido de la guerra por la amenaza de su escalada a un conflicto nuclear, creía Jruschov, la "coexistencia pacífica" con el capitalismo se convertiría en permanente y permitiría a la superioridad inherente del socialismo emerger en la competencia económica y cultural con Occidente.
Jruschov esperaba que la confianza exclusiva en la potencia de fuego nuclear de las recién creadas Fuerzas estratégicas de cohetes de Rusia eliminaría la necesidad de aumento de los gastos de defensa. También trató de utilizar la disuasión nuclear para justificar sus masivos recortes de tropas y el relegamiento de las fuerzas de tierra, tradicionalmente el "brazo armado" de las fuerzas armadas soviéticas, y sus planes para reemplazar a los bombarderos por misiles y a la flota de superficie por submarinos con misiles nucleares. Sin embargo, durante la crisis de los misiles de Cuba la URSS tenía solo algunos misiles intercontinentales (cuatro R-7 Semyorkas y algunos R-16), desplegados en vulnerables puestos de lanzamiento en superficie. En 1962 la flota de submarinos soviética tenía solo ocho submarinos con misiles de corto alcance, los cuales solo podían ser lanzados desde submarinos que emergieran a la superficie y que por tanto perderían su condición de ocultos.
El intento de Jruschov de introducir una doctrina nuclear limitada a la disuasión en el pensamiento militar soviético fracasó. La discusión acerca de una guerra nuclear en la primera monografía soviética solvente sobre estrategia desde la década de 1920, "Estrategia Militar" del mariscal Vasilii Sokolovskii (publicado en 1962, 1963 y 1968) y en la edición de 1968 del "marxismo-leninismo sobre la guerra y el Ejército", se centró en el uso de las armas nucleares para combatir y no para disuadir de una guerra. En caso de que una guerra así estallase, ambas partes perseguirían alcanzar los objetivos más importantes con los medios y métodos más enérgicos. Los misiles balísticos intercontinentales y los aviones lanzarían ataques nucleares masivos contra los objetivos militares y civiles del enemigo. La guerra asumiría un alcance geográfico sin precedentes, pero los escritores militares soviéticos argumentaron que el uso de armas nucleares en el período inicial de la guerra decidiría el curso y resultado de la guerra en su conjunto. Tanto en la doctrina como en la estrategia, el arma nuclear reinaba.

## Destrucción Mutua Asegurada
Un factor importante en la creciente estabilidad se basaba en el concepto de Destrucción Mutua Asegurada (MAD). Aunque los soviéticos desarrollaron armas atómicas en 1949, les llevó años alcanzar la paridad con los Estados Unidos. Mientras tanto, los estadounidenses desarrollaron la bomba de hidrógeno, que los soviéticos no consiguieron hasta la época de Jruschov. Nuevos métodos de lanzamiento, tales como los submarinos y ICBMs significaron que ambas superpotencias podrían fácilmente devastarse la una a la otra, tal vez incluso después de un primer ataque por parte del enemigo.
Este hecho, condujo a que los líderes de ambos bandos fueran muy reacios a asumir riesgos por temor a que algún pequeño brote pudiese desencadenar una guerra que podría acabar con toda la civilización humana. Sin embargo, los líderes de ambas naciones siguieron adelante con los planes militares y de espionaje dirigidos contra el otro bando. Al mismo tiempo, intentaron diferentes vías para tratar de hacer avanzar sus causas, las cuales comenzaron a incluir los deportes (con los Juegos Olímpicos convertidos en un campo de batalla no solo entre deportistas sino también entre ideologías) y la cultura (apoyando cada país a sus respectivos pianistas, jugadores de ajedrez, y directores de cine).
Una de las formas más importantes de la competencia no violenta era la carrera espacial. Los soviéticos tomaron ventaja temprana en el año 1957 con el lanzamiento del Sputnik, el primer satélite artificial, seguido por el primer vuelo tripulado. El éxito del programa espacial soviético fue un gran shock para los Estados Unidos, que creían estar a la vanguardia tecnológica (crisis del Sputnik). La capacidad de lanzar objetos al espacio fue especialmente inquietante porque equivalía a la capacidad de lanzar misiles soviéticos con objetivo en cualquier lugar del planeta.
Poco después, los americanos desarrollaron su programa espacial, pero se mantuvieron detrás de los soviéticos hasta mediados de 1960. El presidente de Estados Unidos John F. Kennedy lanzó un esfuerzo sin precedentes, con la promesa de que a finales de la década de 1960 los estadounidenses llegarían a la luna, por lo que derrotar a los soviéticos era uno de los objetivos más importantes en la carrera espacial.
Otra alternativa a la guerra total era la guerra en la sombra que estaba teniendo lugar en el mundo del espionaje. Hubo una serie de impactantes escándalos de espionaje en Occidente, el más notable de los cuales fue el que afectó a los Cambridge Five. Los soviéticos controlaban varios desertores de alto nivel en Occidente, como en el asunto Petrov. La financiación para el KGB, la CIA y otras organizaciones menores como el MI6 y la, Stasi aumentó fuertemente, a medida que sus agentes y su influencia se extendía por el mundo.
En 1957 la CIA inició el programa de vuelos de reconocimiento sobre el territorio de la URSS con los aviones espía Lockheed U-2. El 1 de mayo de 1960, un avión fue derribado sobre la Unión Soviética, en un primer momento, el gobierno de Estados Unidos negó el propósito del avión y de la misión, pero se vio obligado a admitir que se trataba de una misión encubierta de vigilancia cuando el gobierno soviético reveló que había capturado el piloto, Gary Powers vivo y estaba en posesión de sus restos casi intactos. Dado que este incidente se produjo justo dos semanas antes de una programada Este-Oeste, celebrada en París, el incidente causó una paralización en las conversaciones y un marcado deterioro en las relaciones.

## Eventos del Bloque Oriental
A medida que la guerra fría se convirtió en un elemento aceptado del sistema internacional, los campos de batalla del período anterior comenzaron a estabilizar.Una zona de colchón de facto entre los dos campos fue ubicado en la Europa Central. En el sur, Yugoslavia se convirtió en un gran aliado de los otros estados comunistas de Europa. Mientras tanto, Austria se había convertido en neutral.

Mapa de la Guerra fría del Bloque oriental, Países de occidente alineados y otros en Europa.

### Sublevación de 1953 en Alemania del Este
Después de que un gran número de alemanes orientales viajasen al oeste a través de la única "escapatoria" que quedaba para la Emigración y deserción del bloque del este, el sector de la frontera de Berlín, el gobierno de la Alemania del Este incrementó las "normas"—La cantidad que cada trabajador estaba obligado a producir—en un 10%. Los alemanes orientales, ya descontentos al poder ver los relativos éxitos económicos de la República Federal de Alemania en Berlín, se enfurecieron, provocando grandes manifestaciones callejeras y huelgas. Una gran emergencia fue declarada y el Ejército Rojo soviético intervino.

### Creación del Pacto de Varsovia
En 1955, el Pacto de Varsovia fue formado parcialmente en respuesta a la inclusión de Alemania Occidental en la OTAN y parcialmente porque los soviéticos necesitaban una excusa para retener unidades del Ejército Rojo en la potencialmente problemática Hungría.  Durante 35 años, el pacto perpetuó el concepto estalinista de la seguridad nacional soviético basado en la expansión imperial y el control de los regímenes satélites en Europa del Este.  A través de sus estructuras institucionales, el Pacto también compensaba en parte por la ausencia de un liderazgo personal de Stalin, que se había manifestado desde su muerte en 1953. Mientras Europa siguió siendo una preocupación central para ambas partes durante la Guerra Fría, a finales de la década de 1950 la situación se congeló. las obligaciones de las Alianzas y la concentración de fuerzas en la región significó que cualquier incidente podría llevar a una guerra total, y ambas partes trabajaron para mantener el statu quo. Tanto el Pacto de Varsovia y como la OTAN mantuvieron grandes ejércitos y armas modernas para posiblemente derrotar a la otra alianza militar.

### Protestas polacas de 1956
En Polonia, una serie de manifestaciones de trabajadores demandando mejores condiciones  comenzaron el 28 de junio de 1956, en las fábricas Cegielski de Poznań y se enfrentaron con una represión violenta. Una muchedumbre de aproximadamente 100.000 personas se reunieron en el centro de la ciudad, cerca del edificio de la policía secreta UB. A unos 400 tanques y 10.000 soldados del ejército polaco bajo el general Stanislav Poplavsky se les ordenó reprimir la manifestación y durante la pacificación disparaon contra los civiles que protestaban. La cifra de muertos oscila entre 57 y 78 personas, incluyendo al niño de 13 años Romek Strzałkowski. Cientos de personas resultaron heridas.

### Revolución Húngara de 1956
Después que el dictador estalinista Mátyás Rákosi fuera reemplazado por Imre Nagy tras la muerte de Stalin y el reformista Polaco Władysław Gomułka fue capaz de promulgar algunas peticiones reformistas, un gran número de húngaros discrepantes compilaron una lista de Demandas de los revolucionarios húngaros de 1956, incluyendo elecciones libres con voto secreto, tribunales independientes, y las investigaciones sobre las actividades húngaras de Stalin y Rakosi. Bajo las órdenes del ministro de defensa soviético Georgy Zhukov, tanques soviéticos entraron a Budapest.  Los ataques de los manifestantes al Parlamento forzaron el colapso del gobierno.
El nuevo gobierno que asumió el poder durante la Revolución disolvió formalmente la policía secreta húngara, declaró su intención de retirarse del Pacto de Varsovia y se comprometió a restablecer unas elecciones libres. El Politburó soviético como consecuencia se movilizó para aplastar la revolución con una gran fuerza soviética invadiendo Budapest y otras regiones del país.  Aproximadamente 200.000 húngaros huyeron de Hungría. Alrededor de 26 000 húngaros fueron llevados a juicio por el nuevo gobierno instaurado por los soviéticos de János Kádár y, de esos, 13.000 fueron encarcelados. Imre Nagy fue ejecutado, junto con Pál Maléter y Miklós Gimes, después de juicios secretos en junio de 1958. Para enero de 1957, el gobierno húngaro había suprimido toda oposición pública. Estas acciones opresivas violentas del gobierno húngaro alienaron a muchos marxistas occidentales, sin embargo, reforzó el control comunista en todos los estados comunistas europeos, cultivando la percepción de que el comunismo era a la vez irreversible y monolítico.

### Crisis de Berlín de 1961

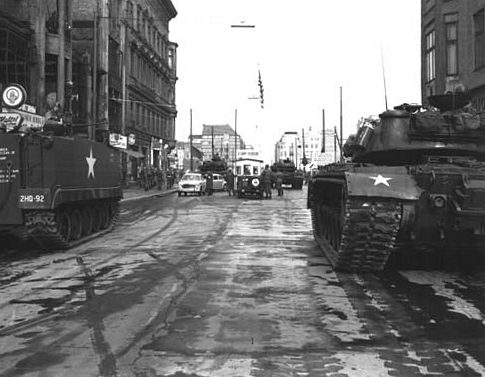
Tanques soviéticos frente a frente con tanques de los EE. UU. en Checkpoint Charlie, 27 de octubre de 1961

El punto crucial seguía siendo Alemania, después que los Aliados uniesen sus zonas de ocupación para formar la República Federal de Alemania en 1949. En respuesta los soviéticos declararon en su zona la República Democrática de Alemania, una nación independiente. Ninguna de las partes reconocieron la división, sin embargo, y en la superficie tanto mantiene el compromiso de una Alemania unida bajo sus respectivos gobiernos.
Alemania fue un importante problema porque era considerada como el centro del poder del continente, y ambos lados creían que podía ser crucial para el balance de poder mundial. Aunque ambos hubieran preferido una Alemania neutral unida, los riesgos de que cayese en el campo enemigo para ambos lados eran demasiado altos, y por lo tanto las zonas temporales de ocupación de posguerra se convirtieron en fronteras permanentes.
En noviembre de 1958, el primer ministro soviético Jruschov emitió un ultimátum dando las potencias occidentales seis meses para acceder a la retirada de Berlín y que sea un país libre, ciudad desmilitarizada. Al final de ese período, Jruschov declaró, la Unión Soviética entregaría a Alemania Oriental el control completo de todas las líneas de comunicación con Berlín Occidental, de forma que las potencias occidentales tendrían acceso a Berlín Occidental solo con el permiso del gobierno de Alemania Oriental. Los Estados Unidos, Gran Bretaña y Francia respondieron a este ultimátum con firmeza afirmando su determinación de permanecer en el oeste de Berlín y de mantener su derecho legal de libre acceso a esa ciudad.
En 1959, la Unión Soviética retiró su plazo y en su lugar se reunió con las potencias occidentales en una conferencia de cancilleres llamada "Big Four". Aunque las sesiones de tres meses de duración, no llegaron a ningún acuerdo importante, hicieron abrir la puerta a nuevas negociaciones y dio lugar a la visita del primer ministro Jruschov a Estados Unidos en septiembre de 1959. Al final de esta visita, Jruschov y el presidente Eisenhower declararon conjuntamente que la cuestión más importante en el mundo era el desarme general y que el problema de Berlín y "todas las cuestiones internacionales pendientes deben resolverse, no por la aplicación de la fuerza, sino por la paz medios a través de negociaciones ".

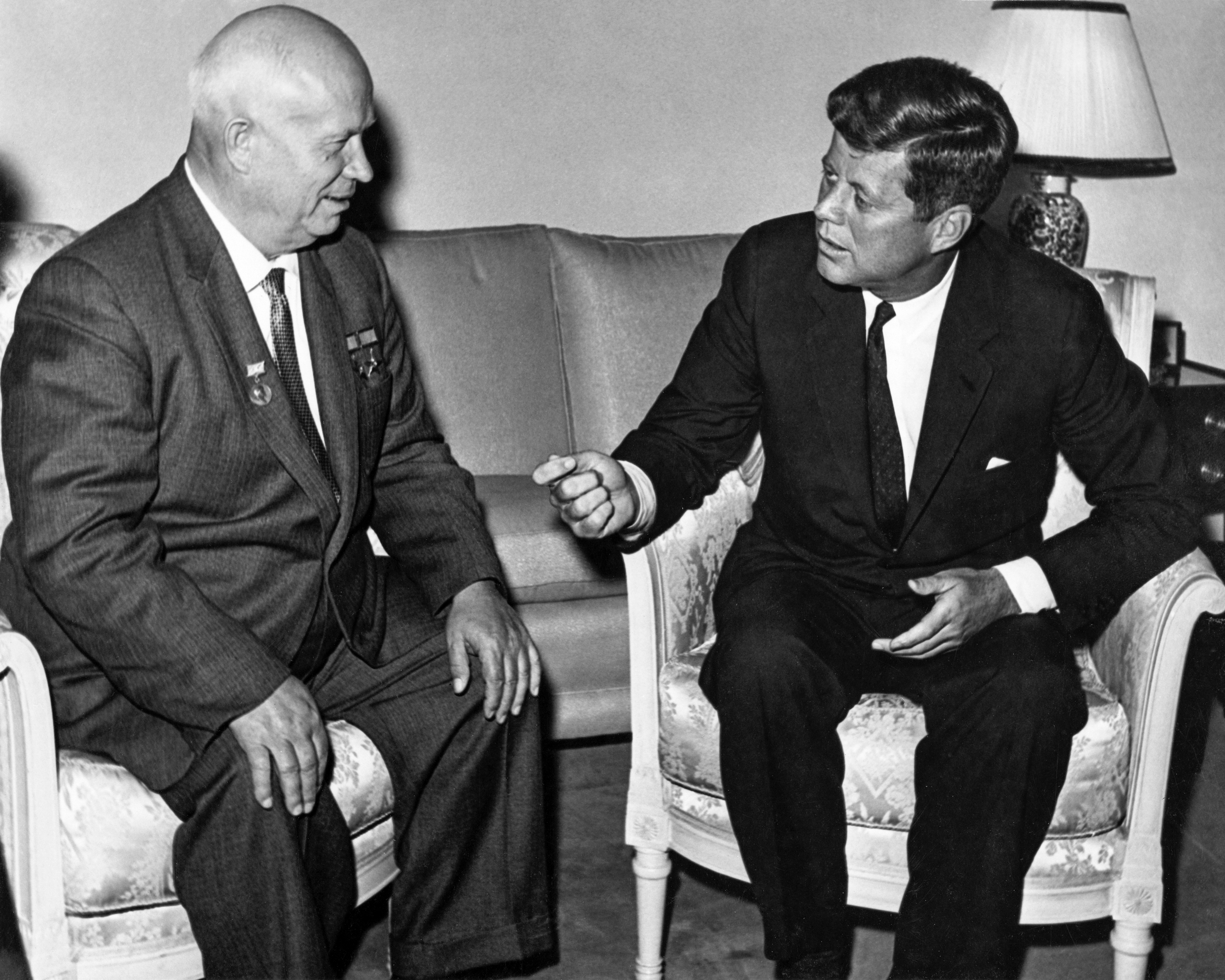
John F. Kennedy y Nikita Jruschov reunidos en Viena, 3 de junio de 1961.

Sin embargo, en junio de 1961, el primer ministro Jruschov creó una nueva crisis sobre el estado de Berlín occidental cuando nuevamente volvió a amenazar con firmar un tratado de paz por separado con Alemania del Este, que según él, terminaría con los cuatro acuerdos existentes que garantizaban a los poderes estadounidenses, británicos, franceses el derecho de acceso a Berlín Occidental. Las tres potencias respondieron que ningún tratado unilateral podría anular sus responsabilidades y derechos en Berlín Occidental, incluido el derecho al libre acceso a la ciudad.
A medida que el enfrentamiento acerca de Berlín se intensificó, el 25 de julio, el presidente Kennedy pidió un aumento de la dotación total autorizada del Ejército de 875.000 a aproximadamente 1 millón de hombres, junto con un aumento de 29.000 y 63.000 hombres de la fuerza en servicio activo de la Armada y la Fuerza Aérea. Además, ordenó que las llamadas de los proyectos se duplicaran, y le pidió al Congreso la autoridad para ordenar al servicio activo ciertas unidades de reserva listos y reservistas individuales. También solicitó nuevos fondos para identificar y marcar el espacio en las estructuras existentes que podrían ser utilizados como refugios para la lluvia radiactiva en caso de ataque, para abastecer los refugios con alimentos, agua, botiquines de primeros auxilios y otros elementos esenciales mínimos para la supervivencia, y para mejorar los sistemas de alerta antiaérea y detección de lluvia radiactiva.
Durante los primeros meses de 1961, el gobierno de Alemania Oriental buscó activamente un medio para detener la emigración de su población hacia el Oeste. A principios del verano de 1961, el presidente de la Alemania del Este Walter Ulbricht aparentemente había convencido a los soviéticos que una solución inmediata era necesaria y que la única manera de detener el éxodo era usar la fuerza. Esto presentó un problema delicado para la Unión Soviética porque el estatus de las cuatro-potencias de Berlín especificaba viajes libres entre las zonas y estaba específicamente prohibida la presencia de tropas alemanas en Berlín.
El 15 de junio de 1961, dos meses antes de la construcción del muro de Berlín, el primer secretario del Partido Socialista Unificado y presidente del Staatsrat, Walter Ulbricht inició una conferencia de prensa internacional, "Niemand hat die Absicht, eine Mauer zu errichten!" (Nadie tiene la intención de erigir un muro). Era la primera vez que el término coloquial Mauer (muro) había sido usado en este contexto.
Durante la primavera y el inicio del verano, el régimen de Alemania Oriental adquirió y almacenó materiales de construcción para la edificación del Muro de Berlín. A pesar de que esta extensa actividad era ampliamente conocida, pocos fuera del pequeño círculo de los planificadores soviéticos y alemanes del este creían que Alemania oriental pudiese ser vallada.
El 12 de agosto de 1961, los líderes de la Alemania del Este asistieron a una fiesta en el jardín de una casa de huéspedes del gobierno en Döllnsee, en una zona boscosa al norte de Berlín del Este, y Walter Ulbricht firmó la orden de cerrar la frontera y erigir un muro.
A la media noche la policía y unidades del ejército de la Alemania del Este iniciaron el cierre de la frontera y por la mañana del domingo 13 de agosto de 1961 la frontera con Berlín Occidental había sido cerrada. Las tropas y trabajadores de Alemania del Este habían empezado a levantar la calzada de las calles que discurrían al lado de la barrera para hacerlas intransitables para la mayoría de vehículos, y a instalar alambradas de espino y vallas a lo largo de los 156 km rodeando los tres sectores occidentales y la línea de 43 km que dividía Berlín Oeste y Este.
Aproximadamente 32.000 tropas de combate e ingenieros participaron en la construcción del muro. Cuando lo completaron, la policía de fronteras se encargó de dotar de personal y mantener la muralla. Los tanques y artillería del Este se encontraban presentes para disuadir intervenciones por parte del Oeste y, presuntamente, para asistir en caso de sublevaciones a gran escala.
El 30 de agosto de 1961, el presidente John F. Kennedy había ordenado a 148.000 reservistas y guardias nacionales al servicio activo en respuesta a los movimientos de la Alemania Oriental para cortar el acceso aliado a Berlín.
La participación de la Guardia Aérea Nacional en esta movilización fue de 21.067 personas. Sus unidades movilizadas en octubre consistían en 18 escuadrones de cazas, 4 escuadrones de reconocimiento táctico, y un grupo de control táctico. El primero de noviembre la fuerza aérea movilizó 3 escuadrones de cazas interceptores de la guardia aérea nacional adicionales. A fines de octubre y a principios de noviembre, ocho de las unidades de cazas tácticos volaron hacia Europa con otros 216 aviones en la operación "Stair Step", el mayor despliegue de aviones a reacción en la historia de la guardia aérea nacional. Debido a su corto alcance, 60 interceptores F-104 de la guardia aérea fueron transportados por vía aérea a Europa a finales de noviembre. Las fuerzas aéreas de los Estados Unidos en Europa (USAFE) carecían de las piezas de repuesto necesarias para los envejecidos F-84 y F-86 de la Guardia aérea nacional. Algunas unidades habían sido entrenadas para lanzar armas nucleares tácticas, no bombas convencionales y balas, y tuvieron que ser re-entrenadas para misiones convencionales una vez que arribaron al continente. La mayoría de los guardias aéreos movilizados permanecieron en los EE. UU.
Las cuatro potencias que gobiernan Berlín (Francia), la (Unión Soviética), el (Reino Unido), y los Estados Unidos) habían acordado en la Conferencia de Potsdam que el personal de los aliados no serían detenidos por la policía de la Alemania Oriental en cualquier lugar de Berlín. Pero el 22 de octubre de 1961, solo 2 meses después de la construcción del muro, el jefe de la misión estadounidense en Berlín occidental, E. Allan Lightner fue detenido en su auto (el cual tenía placas de las fuerzas de ocupación) mientras se dirigía a un teatro en Alemania Oriental. El asesor especial para Berlín Oeste del Presidente de los Estados Unidos John F. Kennedy, el General de Ejército Lucius D. Clay (retirado), se decidió a demostrar la determinación estadounidense.
Los intentos de un diplomático de EE. UU. para entrar en el Berlín Oriental fueron respaldadas por las tropas estadounidenses. Esto llevó al enfrentamiento entre tanques estadounidenses y de Unión Soviética en el Checkpoint Charlie el 27 y 28 de octubre de 1961. El enfrentamiento fue resuelto solo después de las conversaciones directas entre Ulbricht y Kennedy.
Durante la crisis el KGB preparó un elaborado plan de subversión y desinformación «para crear en varias áreas del mundo una situación que favoreciese la dispersión de la atención y las fuerzas de los Estados Unidos y sus satélites, y los mantuviese ocupados durante la resolución de la cuestión del tratado de paz con Alemania y Berlín Occidental». El 1 de agosto de 1961 este plan fue aprobado por el Comité Central del Partido Comunista de la Unión Soviética. 

## Cuba

### Revolución Cubana
El Este obtuvo una gran victoria cuando formó una alianza con Cuba después de la exitosa revolución de Fidel Castro en 1959. Este fue un gran golpe para la Unión Soviética, que había ganado un aliado a apenas unas millas de la costa americana.
Antes de la caída del régimen de Fulgencio Batista, intereses estadounidenses poseían las cuatro quintas partes del capital de las empresas de servicios públicos de la isla, casi la mitad de su azúcar, y casi toda su industria minera. Los Estados Unidos podían manipular la economía cubana a su antojo solamente con hacer pequeños ajustes en los servicios financieros de la isla o manipulando los cupos gubernamentales y los aranceles del azúcar (la principal mercancía de exportación del país). Estados Unidos desembarcó marines tres veces en un esfuerzo por apoyar sus intereses entre la ratificación de la enmienda Platt de 1902 y la revolución de 1959, aunque no había ocupado directamente el país desde 1909.
Castro firmó un acuerdo comercial en febrero de 1960 con los estados comunistas, que proporcionarían un mercado para los productos agrícolas de la isla (y una nueva fuente de maquinaria, equipo industrial pesado y técnicos) que podría sustituir al destinatario tradicional del país, los Estados Unidos. Derrocar al nuevo régimen se convirtió en un objetivo para la CIA.

#### Crisis de los misiles en Cuba y la invasión a la Bahía de Cochinos

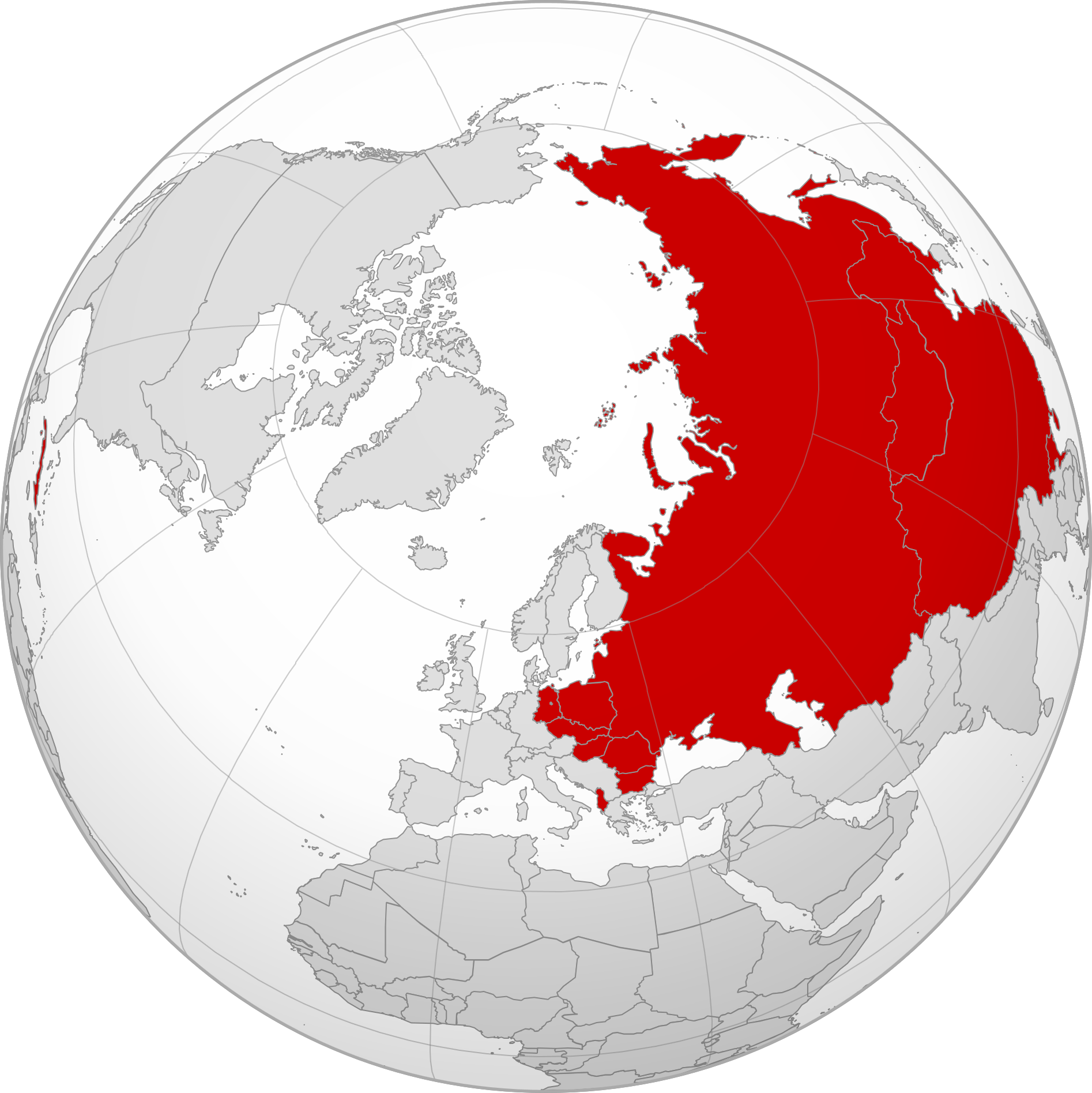
La máxima extensión territorial de países en el mundo bajo la influencia de la Unión Soviética, después de la Revolución Cubana de 1959 y antes de la oficial Ruptura sino-soviética de 1961

Con la esperanza de copiar el éxito de Guatemala e Irán en 1961, la CIA, teniendo en cuenta la gran ola de emigración cubana a los EE. UU. después de que Castro tomó el poder, entrenó y armó un grupo de cubanos exiliados que desembarcaron en la Bahía de Cochinos donde iban a tratar de provocar un levantamiento en contra del régimen de Castro. Sin embargo, el asalto falló miserablemente. Más tarde, Castro se declaró públicamente a sí mismo un Marxista-Leninista, estableció a Cuba como el primer estado comunista del continente americano y continuó con la nacionalización de todas las industrias más importantes del país.
El gobierno soviético aprovechó la abortada invasión como justificación para el estacionamiento de tropas soviéticas en Cuba. También se decidió la instalación en Cuba de misiles balísticos de alcance medio, los cuales podrían atacar muchos puntos en los EE. UU. a la vez.
En respuesta, el presidente John F. Kennedy puso en cuarentena la isla, y después de varios días intensos los soviéticos decidieron retirarse a cambio de la promesa de los EE. UU. de no invadir Cuba y la retirada de los misiles en Turquía. Después de este roce con la guerra nuclear, los dos líderes prohibieron los ensayos nucleares en el aire y bajo el agua después de 1962. Los soviéticos también comenzaron una enorme y escalada carrera armamentista. La retirada socavó a Jruschov, quien fue derrocado poco después y sustituido por Leonid Brézhnev.
La revolución cubana llevó al inicio del programa Alianza para el progreso del presidente Kennedy. El programa iba a proporcionar miles de millones de dólares en préstamos y ayuda para el desarrollo económico en el curso de los años 60, con el objetivo de evitar la revolución socialista. La Alianza también incluía medidas de contrainsurgencia como el establecimiento de la Escuela de Guerra en la Jungla en la Zona del Canal de Panamá y el entrenamiento de fuerzas policiales.

## El Conflicto en el Tercer Mundo

### Descolonización
La guerra de Corea marcó un cambio en el punto focal de la Guerra Fría, desde la Europa de posguerra al este de Asia. A partir de este momento, las batallas de poder en el Tercer Mundo se convirtieron en un importante escenario de la competencia entre las dos superpotencias.
La administración Eisenhower ajustó la política de EE. UU. a los efectos de la descolonización. Esto cambió el centro de atención de 1947-1949 fuera de una Europa devastada por la guerra. A principios de la década de los 50, la alianza de la OTAN ya había integrado a la Europa occidental en el sistema de pactos de defensa mutua, estableciendo salvaguardias contra la subversión o la neutralidad en el bloque. El Plan Marshall ya había reconstruido el funcionamiento del sistema económico occidental, frustrando el atractivo electoral de la izquierda radical. Cuando la ayuda económica puso fin a la escasez de dólares y estimuló la inversión privada para la reconstrucción de posguerra, a su vez evitándole a los EE. UU. una crisis de sobre-producción y manteniendo la demanda para las exportaciones de EE. UU., la administración de Eisenhower comenzó a centrarse en otras regiones.
Los efectos combinados de las cinco mil grandes guerras europeas habían debilitado la dominación política y económica de América Latina, Asia, África y Oriente Medio por parte de las potencias europeas. Esto llevó a una serie de oleadas de descolonización en África y Asia tras la Segunda Guerra Mundial; el mundo que había sido dominado durante más de un siglo por las potencias coloniales imperialistas Occidentales se transformó en un mondo de naciones emergentes en África, Oriente Medio y Asia. El número total de naciones estado se incrementó drásticamente.
La Guerra Fría comenzó a ejercer una inmensa presión en las naciones en desarrollo para que se alineasen con alguna de las superpotencias. Ambas prometían una sustanciosa ayuda financiera, militar y diplomática a cambio de la alianza, en la que asuntos como la corrupción y los abusos a los derechos humanos eran pasados por alto o ignorados. Cuando un gobierno aliado era amenazado, las superpotencias estaban a menudo preparadas y dispuestas a intervenir.
En dicho contexto internacional, la Unión Soviética promocionaba su papel como líder del campo "antiimperialista", ganándose el favor del Tercer Mundo como un opositor más firme al colonialismo que muchas naciones independientes de África y Asia. Jruschov extendió la política de Moscú estableciendo nuevas relaciones con India y otros estados clave no alineados, no comunistas a lo largo y ancho del Tercer Mundo. Muchos países del emergente Movimiento de Países No Alineados desarrollaron unas estrechas relaciones con Moscú.
En un ejercicio de la nueva política de "contención", actuando de acuerdo a las doctrinas de Dulles, Eisenhower coartó la intervención soviética, empleando a la CIA para deponer gobiernos no amigables. En el mundo árabe, el centro de atención era el nacionalismo pan-árabe. Compañías estadounidenses habían invertido fuertemente en la región, que contenía las mayores reservas de petróleo del mundo. Los EE. UU. estaban preocupados acerca de la estabilidad y "actitud amigable" de los gobiernos de la región, de la que la salud de la economía estadounidense había comenzado a depender cada vez más.

### Pactos de Defensa
La administración Eisenhower intentó formalizar su sistema de alianzas a través de una serie de pactos. Sus aliados asiáticos fueron reunidos en la Organización del Tratado del Sureste Asiático (SEATO), mientras que los de Latinoamérica lo hacían en la Organización de Estados Americanos. La alianza del ANZUS fue firmada entre los Estados Unidos, Australia y Nueva Zelanda. Ninguna de estas asociaciones fue tan exitosa como la OTAN había sido en Europa.
John Foster Dulles, un rígido anticomunista, se centró agresivamente en la política del tercer Mundo. Intensificó los esfuerzos para integrar todo el Tercer Mundo no comunista en un sistema de pactos de ayuda mutua, viajando casi 800.000 km con el objetivo de cimentar nuevas alianzas. Dulles inició la Conferencia de Manila en 1954, que resultó en el pacto de la SEATO que unió a ocho naciones -situadas en el Sureste Asiático o con intereses allí- en un pacto de defensa neutral. A este tratado le siguió en 1955 el pacto de Bagdad, más tarde renombrado como Organización del tratado Central (CENTO), uniendo a los países de la "franja superior" de Oriente Medio —Turquía, Irak, Irán, y Pakistán- en una organización defensiva.
Muchas naciones del Tercer Mundo, sin embargo, no querían alinearse con ninguna de las superpotencias. El movimiento no alineado, encabezado por India, Egipto y Austria, intentó unir al tercer mundo en contra de lo que se percibía como Imperialismo, tanto del Este como del Oeste.

### Influencia soviética y nacionalismo
Dulles, junto con la mayor parte de los creadores de la política exterior de los EE.UU de la época, consideraba a muchos de los nacionalistas y revolucionarios del tercer mundo como esencialmente bajo la influencia, si no el control, del Pacto de Varsovia. Irónicamente, en War, Peace, and Change (1939), Dulles había llamado a Mao Zedong "reformador agrario" y durante la Segunda Guerra Mundial había calificado a los seguidores de Mao como "la así llamada 'Facción del Ejército Rojo'.", pero ya no reconocía raíces autóctonas en el Partido Comunista Chino hacia 1950. En War or Peace, una influyente obra que denunciaba las políticas de contención de la administración Truman y abogaba por un activo programa de "liberación", escribe:
«Así pues, los 450 millones de personas de China han caído bajo un régimen que es violentamente antiamericano, y toma su inspiración y guía de Moscú... El régimen comunista soviético ha ganado una victoria en China que sobrepasa la que Japón estaba buscando y para evitar la cual, nos arriesgamos a la guerra.»
Lejos del público, Dulles podía explicar sus políticas en términos de geopolítica. Pero públicamente, empleaba las razones morales y religiosas que él pensaba que los estadounidenses preferían oír, aunque fuese a menudo criticado por observadores domésticos y extranjeros por su duro lenguaje.
Dos de las figuras prominentes del período de entreguerras y de la Guerra Fría que veían las relaciones internacionales desde una perspectiva "realista", el diplomático George Kennan y el teólogo Reinhold Niebuhr, estaban preocupados por el moralismo de Dulles y el método por el cual analizaba la conducta soviética. Kennan estaba de acuerdo con el argumento de que los soviéticos tenían un "plan mundial" tras la muerte de Stalin, pero estaban mucho más preocupados por mantener el control de su propio bloque. Pero la suposición subyacente de que existía un comunismo mundial monolítico dirigido desde el Kremlin de la política de contención de Truman y Acheson tras la redacción del documento NSC-68 era esencialmente compatible con las de la política exterior de Eisenhower y Dulles. Las conclusiones del informe sobre las políticas del  Consejo Nacional de Seguridad de Paul Nitze fueron las siguientes:
«Lo que es nuevo, lo que convierte a la crisis en continua, es la polarización de poder que ineludiblemente confronta la sociedad esclava con la libre... la unión soviética, contrariamente a previos aspirantes a la hegemonía, está animada por una nueva fe fanática, antitética a la nuestra, y busca imponer su autoridad absoluta...[en] la Unión Soviética y después en el área ahora bajo [su] control... En las mentes de los líderes soviéticos, sin embargo, el logro de este diseño requiere la extensión dinámica de su autoridad... Para ese fin los esfuerzos soviéticos están dirigidos ahora hacia la dominación de la masa de tierra euroasiática.» 

### Mossadegh y la CIA en Irán
Los Estados Unidos también reaccionaron con alarma a medida que observaban los acontecimientos en Irán, que atravesaba una situación de inestabilidad desde 1951.
A través de la Anglo-Iranian Oil Company (AIOC), los británicos tenían el monopolio del transporte, bombeo y refino de petróleo en la mayor parte de Irán. La compañía pagaba royalties por la producción al gobierno del Sha, puesto por los británicos en el trono en 1941. Pero los royalties y los salarios a los empleados iraníes eran pequeños, considerando que las ganancias de la compañía eran diez veces mayores que sus costes. Irán sufría pobreza, y los nacionalistas insistían en que controlar la compañía podría aliviar eso.
Muchos iraníes demandaban que se pagase una parte mayor de los ingresos de la compañía. En respuesta, la AIOC replicó que tenía un acuerdo vinculante con el Sha hasta 1993, y colaboró con algunas fuerzas políticas iraníes en la redacción de un informe que se oponía a la nacionalización. En febrero de 1951, el primer ministro iraní, sospechoso de haber estado involucrado en el informe, fue asesinado. Fue reemplazado por el nacionalista Mohammed Mossadegh. Más avanzado ese mismo año, el nuevo primer ministro nacionalizó los pozos petrolíferos de propiedad británica del país.[cita requerida]
Mientras los iraníes se dirigían a ocupar las reservas, la administración Truman intentó mediar. Más tarde, la administración Eisenhower, convencida de que Irán estaba desarrollando relaciones con los comunistas, empleó a la CIA, uniendo fuerzas con los líderes militares de Irán, para deponer al gobierno iraní. Mossadegh obtenía mucho de su apoyo del Tudeh, el partido comunista de Irán. Pero hacia 1953 el partido había comenzado a criticarle por ser una supuesta marioneta de EE. UU. Puesto que el Tudeh era el partido comunista más fuerte de Oriente Medio, la administración Eisenhower citó una potencial toma comunista del poder para justificar la intervención. Mossadegh utilizó la amenaza comunista para ganar concesiones de los americanos. El primer ministro pensaba que a medida que la economía iraní sufría y el miedo a un golpe comunista invadía al gobierno de EE. UU., éste abandonaría a Gran Bretaña y le rescataría de su aprieto.
Para reemplazar a Mossadegh, los EE. UU. prefirieron al joven Mohammed Reza Pahlevi. A cambio, Phalevi prometió permitir a compañías norteamericanas participar en el desarrollo de las reservas del país. De acuerdo con documentos de la CIA hechos públicos en el 2000, los EE.UU proporcionaron armas, camiones, coches blindados y comunicaciones por radio en el golpe de 1953 -asistido por la CIA- que elevó a Phalevi de su posición como monarca constitucional a la de un gobernante absoluto. Con Mossadegh quitado de en medio, los beneficios del petróleo fueron divididos entre el régimen del Sha y un nuevo consorcio internacional. Los británicos obtuvieron el 40% de los ingresos del petróleo del país, cinco firmas estadounidenses (Gulf, SOCONY-Vacuum, Standard Oil of California, Standard Oil of New Jersey y Texaco) obtuvieron otro 40% y el resto fue para Royal Dutch Shell y la Compagnie Française des Pétroles. Los beneficios se dividían a partes iguales entre el consorcio e Irán.
Desde el cambio de siglo los EE. UU. habían estado intentando introducirse en los campos petrolíferos iraníes, solo para toparse con la competencia británica. Este logro para los EE.UU fue posible por las relaciones propias de la Guerra Fría que mantuvo con el Sha y bajo la guía del miembro del Departamento de Estado Herbert Hoover, Jr., quien había ganado gran cantidad de experiencia en las complejidades del problema internacional del petróleo como hombre de negocios privado.

### Latinoamérica
La aproximación de Eisenhower y Dulles a la política exterior no establecía el uso de medios emcubiertos para deponer gobiernos hostiles, pero confió cada vez más en operaciones clandestinas de la CIA.
A lo largo de gran parte de América Latina, oligraquías reaccionarias gobernaban mediante su alianza con la élite militar y los Estados Unidos. Aunque la naturaleza del papel de los EE.UU en la región quedó establecida muchos años antes de la Guerra Fría, ésta le dio al intervencionismo norteamericano un nuevo tinte ideológico. Pero a mediados del siglo XX, gran parte de la región atravesava un más alto nivel de desarrollo económico, que impulsó el poder y el número de miembros de las clases bajas. Esto dejó demandas más pronunciadas de cambio social e inclusión política, que suponían un desafío a la fuerte influencia de los EE. UU. sobre las economías de la región. A la llegada de los años 60, el marxismo ganó una creciente influencia por toda la región, desatando temores en los Estados Unidos de que la inestabilidad en Latinoamérica supusiese una amenaza para la seguridad nacional estadounidense.
Durante los años de la guerra Fría, los EE. UU. actuaron como barrera frente a la revolución socialista y tuvieron en su punto de mira a gobiernos nacionalistas y populistas que fuesen ayudados por los comunistas. La CIA depuso a otros gobiernos supuestamente sospechosos de convertirse en procomunistas, como en 1954 en la Guatemala de Jacobo Árbenz. La Operación PBSUCCESS de la CIA finalmente condujo al golpe que eliminó a Arbenz del poder. La operación se basó en un plan inicial considerado en 1951 para expulsar a Arbenz llamado Operación PBFORTUNE. Arbenz, quien fue apoyado por algunos comunistas locales, fue expulsado poco después de haber redistribuido 178.000 acres (720 km²) de terreno de la United Fruit Company en Guatemala. United Fruit había monopolizado durante largo tiempo los transportes y comunicaciones en la región, junto con las principales mercancías de exportación, y jugaba un papel principal en la política guatemalteca. Arbenz fue depuesto poco después, y Guatemala quedó bajo el control de un régimen militar represivo.
Los futuros revolucionarios latinoamericanos cambiaron a tácticas de guerrilla, particularmente después de la revolución cubana. Arbenz cayó cuando sus militares le abandonaron. Desde entonces, algunos futuros marxistas y revolucionarios sociales -muy notablemente Fidel Castro y los sandinistas en Nicaragua- hicieron al ejército y el gobierno parte de una sola unidad, finalmente instaurando regímenes de partido único. Derribar a tales gobiernos requeriría una guerra, en lugar de una simple operación de la CIA, un desembarco de Marines, o un torpe plan de invasión como la invasión de bahía Cochinos.

### Indochina Francesa
La batalla de Dien Bien Phu supuso el clímax de la primera guerra de Indochina, entre fuerzas de la Unión Francesa integradas en el Cuerpo Expedicionario Francés del Lejano Oriente y las fuerzas revolucionarias comunistas vietnamitas del Viet Minh. La batalla tuvo lugar entre marzo y mayo de 1954 y culminó en una aplastante derrota francesa que supuso el fin efectivo de la guerra. Dien Bien Phu fue "la primera vez en que un movimiento colonial independentista había evolucionado a través de todas las etapas desde grupos guerrilleros a un ejército organizado y equipado convencionalmente, capaz de derrotar a un ocupante occidental moderno en una batalla deliberada."
Como resultado de errores en el proceso de toma de decisiones, los franceses emprendieron la creación de una base abastecida desde el aire en Dien Bien Phu, muy al interior de las colinas de Vietnam. Su propósito era cortar las líneas de aprovisionamiento del Viet Minh a través del vecino protectorado francés de Laos, y al mismo tiempo atraer al Viet Minh a una batalla que lo diezmase. En lugar de eso, el Viet Minh, mandado por el general Vo Nguyen Giap, rodeó y asedió a los franceses, que desconocían que el Viet Minh poseyese artillería pesada (incluyendo cañones antiaéreos) y su habilidad para transportar tales armas a las crestas montañosas que dominaban el campamento francés. El Viet Minh ocupó las tierras altas alrededor de Dien Bienh Phu y fue capaz de disparar con precisión a las posiciones francesas. Comenzó una tenaz lucha terrestre, con reminiscencias de la guerra de trincheras de la Primera Guerra Mundial. Los franceses rechazaron repetidamente los asaltos del Viet Minh sobre sus posiciones. Suministros y refuerzos se transportaban por aire, aunque a medida que las posiciones francesas eran tomadas y el fuego antiaéreo se cobraba su peaje, cada vez llegaban menos suministros. Tras un asedio de dos meses, la guarnición fue aplastada y la mayoría de los franceses se rindió. A pesar de la pérdida de muchos de sus mejores soldados, el Viet Minh reunió sus fuerzas restantes y persiguió a los franceses que habían huido hacia la selva, desorganizándolos y finalizando la batalla. Dos pilotos estadounidenses, pertenecientes a dos grupos de bombardeo de la USAF que operaron clandestinamente en apoyo de las fuerzas francesas murieron durante la batalla, un hecho que solo se ha dado a conocer gracias a investigaciones recientes.
Poco después de la batalla, la guerra terminó con los acuerdos de Ginebra de 1954, bajo los cuales Francia accedió a retirarse de sus antiguas colonias Indochinas. Los acuerdos dividieron el país en dos; más tarde, en 1959, la lucha comenzó de nuevo entre fuerzas vietnamitas rivales, como guerra de Vietnam (segunda guerra de Indochina).

### Indochina
La intervención de los Estados Unidos con las mayores ramificaciones fue en Indochina. Entre 1954 y 1961, el gobierno estadounidense envió ayuda económica y 695 asesores militares a la República de Vietman (RVN), que estaba luchando contra las guerrillas del Frente Nacional de Liberación de Vietnam (FNL), que atrajo a sus filas combatientes, compuestos por campesinos del sur y fueron respaldados por Vietnam del Norte, que a su vez fue respaldado por la Unión Soviética y China.La RVN fue absorbida más tarde por su contraparte comunista para formar la República socialista de Vietnam.Vietnam sigue siendo uno de los cinco estados restantes del mundo comunistas.

### Crisis de Suez
Oriente Medio durante la Guerra Fría era un área de extrema importancia y también gran inestabilidad. La región yace directamente al sur de la Unión Soviética, quien tradicionalmente había tenido gran influencia en Turquía e Irán. El área también poseía vastas reservas de petróleo, no cruciales para ninguna de las superpotencias -puesto que ambas poseían grandes reservas propias- pero esenciales para la rápida reconstrucción de los aliados de Estados Unidos en Europa y México
Eisenhower persuadió al Reino Unido y Francia de retirarse de una mal planeada invasión conjunta con Israel que fue lanzada para recuperar el control del Canal de Suez. Mientras que los estadounidenses se vieron obligados a operar de forma encubierta para no avergonzar a sus aliados, las naciones del Bloque Oriental profirieron sonoras amenazas contra los "imperialistas" y trabajaron para presentarse a sí mismos como defensores del Tercer Mundo. Nassser fue posteriormente elogiado en todo el mundo, pero especialmente en el mundo árabe. Si bien ambas superpotencias cortejaron a Nasser, los estadounidenses rehusaron financiar la enorme presa de Asuán. Los países del Pacto de Varsovia, en cambio, accedieron con gusto, y firmaron un tratado de amistad y cooperación con egipcios y sirios.
Así, el punto muerto de Suez supuso un punto de inflexión anunciando una creciente división entre los aliados Atlánticos, que estaban dejando de ser la unión monolítica que fueron inmediatamente después de la conclusión de la Segunda Guerra Mundial. Gran Bretaña y Francia desarrollaron sus propias fuerzas nucleares y -junto a otros países- sus propias áreas de libre comercio: Gran Bretaña la EFTA, a la que se adhirieron los países escandinavos, Austria, Portugal y Suiza, y Francia junto con Alemania, Italia y el Benelux la CEE, -a la que más tarde se unirían otros-, todo ello para ser menos dependientes de los Estados Unidos. Tal división reflejaba los cambios en la economía global. La competitividad económica norteamericana decayó fente al desafío de Alemania y Japón, que se recobraron rápidamente de la destrucción durante la 2.ª Guerra Mundial de sus respectivas bases industriales. Sucesores de Gran Bretaña en el siglo XX como "taller del mundo", los Estados Unidos se encontraron con su ventaja competitiva recortada en los mercados internacionales mientras al mismo tiempo se enfrentaban a una intensificada competencia extranjera en casa. Mientras tanto, los países del Pacto de Varsovia estaban estrechamente aliados, tanto económica como militarmente. Todas las naciones del Pacto de Varsovia tenían armas nucleares y suministraban a otros países armas, suministros y ayuda económica.

### Sur de Asia
El subcontinente indio, excepto quizás durante la guerra de Afganistán, nunca fue un centro principal de atención de las superpotencias durante la Guerra Fría. Europa, Asia Oriental, Latinoamérica y Oriente Medio eran consistentemente vistos como más importante para los intereses de las superpotencias. los países del sureste asiático, a pesar de contener una quinta parte de la población mundial, no eran economías poderosas como Japón o Europa occidental. Al contrario que Oriente Medio con su petróleo, el sur de Asia carecía de ningún recurso natural vital. El interés más importante de Estados Unidos en la región, sin embargo, era el establecimiento de aeródromos que pudiesen ser usados para los vuelos de los U-2 sobre territorio soviético, o, en caso de guerra, servir de base a bombarderos que pudiesen atacar Asia Central. Originalmente, tanto los soviéticos como los estadounidenses pensaron que la región continuaría en la esfera de influencia británica, pero éste no fue el caso.
Había algunas razones estratégicas para implicarse en el sur de Asia. Los americanos esperaban que las fuerzas armadas paquistaníes pudiesen ser usadas para bloquear cualquier empuje soviético hacia el crucial Oriente Medio. También se pensaba que, al ser una nación grande y de alto perfil, India sería un premio notable si cayese en cualquiera de los dos bandos. India, una democracia joven, nunca estuvo en un peligro particularmente alto de caer por acción de insurgentes o presiones de alguna gran potencia. Tampoco deseaba aliarse con los Estados Unidos.
Un evento clave en el teatro del sur de Asia en la Guerra Fría fue la firma del Acuerdo de Asistencia para la Defensa Mutua entre Pakistán y los EE. UU. en 1954. Este pacto limitaría las opciones posteriores de todas las potencias importantes de la región. Los EE. UU. se comprometieron a permanecer estrechamente unidos a Pakistán. Para Pakistán, la alianza con los Estados Unidos llegó a ser un elemento central de su política exterior, y a pesar de numerosas decepciones con ella, siempre la vio como una conexión demasiado valiosa como para abandonarla. Tras la ruptura chino-soviética, Pakistán también buscó unas relaciones estrechas con China.
La política soviética en relación con el sur de Asia discurrió en gran medida de forma paralela a la de Estados Unidos. Al principio los soviéticos, como los norteamericanos, habían estado faltos de interés en la región y mantuvieron una posición neutral en las disputas indo-pakistaníes. Con la firma de los acuerdos entre Pakistán y EE. UU. en 1954, así como con la adhesión de varios países al CENTO y al SEATO, la situación cambió. En 1955, Bulganin y Jruschov viajaron a India y prometieron grandes cantidades de ayuda financiera y asistencia en la construcción de infraestructura industrial. En Sringar, la capital de Cachemira, los líderes soviéticos anunciaron que la URSS abandonaría su posición neutralista y respaldarían a India en la disputa por Cachemira, ya en curso.
Jawaharlal Nehru se mantenía escéptico, sin embargo, y por muchas de las mismas razones por las que había deseado evitar compromisos con los Estados Unidos, también quería preservar a la India de una relación demasiado estrecha con la Unión Soviética. Aunque la URSS envió alguna ayuda y Nehru llegó a ser el primer líder no comunista en dirigirse al pueblo de la Unión Soviética, las dos naciones permanecieron relativamente distantes. Tras la caída de Jruschov, los soviéticos volvieron a una posición neutralista y moderaron el resultado de la guerra indo-pakistaní de 1965. Las negociaciones de paz tuvieron lugar en la ciudad centroasiática de Taskent.
A finales de los 60, los esfuerzos indios para el desarrollo se habían estancado de nuevo. Se había generado un gran déficit por cuenta corriente y una severa sequía había impactado duramente al sector agrícola. Al igual que al final de la década anterior, India miró de nuevo al exterior en busca de asistencia. Sin embargo, las relaciones estaban en un punto muy bajo con EE. UU., que estaba principalmente preocupado con Vietnam. Además de eso, varias cuestiones menores habían convertido la indiferencia estadounidense en antipatía. Las organizaciones internacionales occidentales, tales como el Banco Mundial tampoco tenían voluntad de aportar dinero para los proyectos de desarrollo indios sin la contrapartida de concesiones comerciales.
Junto con otras naciones del Pacto de Varsovia, los soviéticos empezaron a proporcionar amplio apoyo a los esfuerzos indios para crear una base industrial. En 1969, las dos potencias negociaron un tratado de amistad que convertiría el no alineamiento de India en poco más que un pretexto. Dos años más tarde, enfrentada a una creciente crisis en Pakistán Oriental (actualmente Bangladés), India firmó el acuerdo.

#### El Sur de Asia y la ruptura Chino-Soviética
Antes de la ruptura Chino-Soviética, las tensiones entre China e India complicaron los esfuerzos de la Unión Soviética por mantener relaciones estrechas con ambas principales naciones emergentes de Asia. En marzo de 1959 China suprimió una revuelta en el Tíbet, iniciando el conflicto abierto entre India y China. El 31 de marzo el Dalái lama, líder espiritual y gobernante temporal del Tíbet, huyó a India, donde se le concedió asilo a pesar de las protestas chinas. India más tarde respaldó una moción en la asamblea general de las Naciones Unidas para entrar en un debate completo sobre las acusaciones de la supresión china de los derechos humanos en el Tíbet, frente a las objeciones de la URSS, Polonia, Yugoslavia, Albania, Rumanía, Bulgaria, Checoslovaquia, Corea del Norte y Mongolia. Sin embargo, a pesar de las objeciones a dicho debate del Pacto de Varsovia, Mongolia y Corea del Norte, Mao se encontraba cada vez más frustrado por el bastante discreto y reticente apoyo soviético a las acciones chinas en el Tíbet.
La presencia activa de China en el Tíbet precedió a una confrontación mucho más peligrosa entre China e India. Sucesivos gobiernos chinos habían rechazado la frontera chino-india dictada por el imperio británico a principios del siglo XX conocida como línea McMahon. A medida que China construía puestos de vigilancia a lo largo de lo que consideraba su frontera, India construía más puestos para mantener fuera a los chinos, en lo que sería conocido como Forward Policy. Acusaciones y contra acusaciones de violación de fronteras y agresión se intercambiaron a lo largo de la frontera. El 9 de septiembre, unos pocos días antes de su partida hacia EE. UU., Janos Kadar de Hungría intentó mediar en las disputas, con la esperanza de apelar a sus cordiales relaciones con ambas partes. Jruschov y Alexander Dubček de Checoslovaquia también apelaron a India y China. Sin embargo, la reacción china a los llamamientos soviético, húngaro y checo a la coexistencia pacífica con el Oeste y la India no pareció alentadora, y la extensión de la tensión a lo largo del Himalaya causó especulaciones en todo el mundo acerca de la alianza entre el Pacto de Varsovia y China, que se basaba en intereses ideológicos, políticos y económicos comunes.
En el momento en que la disputa fronteriza evolucionó en un conflicto abierto en la guerra chino-india de 1962, la alianza entre los dos principales potencias comunistas del mundo estaba ya irreparablemente dañada. Aunque los países del Pacto de Varsovia respaldaron la oferta de paz china de octubre de 1962, presionando a Nerhu de que la aceptase, la oferta de Albania y Rumanía para el envío de aviones de combate MiG a India puso las relaciones chinas con Albania y Rumanía en crisis. Ello también puso a China en contra de otros países comunistas de Europa oriental. A finales de 1963, el Bloque Oriental y China estaban enzarzados en abiertas polémicas acerca de unos y otros, abriendo un período de indisimulada hostilidad entre los antiguos aliados que duró todo el resto de la Guerra Fría.

### África
Una de las primeras naciones descolonizadas en solicitar ayuda del bloque oriental fue la república Democrática del Congo, bajo Patrice Lumumba. Enfrentado a la secesión de la provincia de Katanga, y ante el apoyo clandestino que prestaban a ésta la antigua potencia colonial (Bélgica) y otros países occidentales, Lumumba solicitó ayuda militar a la URSS que le permitiese imponerse en el conflicto. Al mismo tiempo, como consecuencia de éste, un gran número de tropas de paz de la ONU pertenecientes a países de la OTAN y sus aliados había permanecido en el Congo desde que se proclamó su independencia en 1960. EE. UU. los empleó para cortar el tráfico aéreo y evitar que los envíos orientales de tropas y armas entrasen en el país. Sin embargo, algunas armas orientales consiguieron entrar desde otros países. Los pacificadores decidieron deponer a Lumumba y respaldaron al coronel Joseph Mobutu en un golpe de Estado en el cual Lumumba fue capturado y ejecutado. La crisis congoleña tuvo el efecto de alienar -tanto respecto del Este como del Oeste- a algunos en el tercer mundo, quienes vieron al Este como débil e impotente, y al Oeste como falto de ética y sin escrúpulos.

## Cultura y Medios
Durante este período, los temas de la Guerra Fría entraron en la cultura de masas, inicialmente como preocupación pública. La película de 1959 La hora final, por ejemplo, mostraba la muerte gradual del mundo posapocalíptico que quedaba después de una 3.ª Guerra Mundial nuclear.
James Bond hizo su primera aparición en 1954; sus películas estaban vagamente relacionadas con la Guerra Fría, pero a sus fanes les encantaban las hermosas mujeres, localizaciones exóticas, curiosos artilugios y peligrosas escenas de acción y probablemente prestasen menos atención a la política. Las películas de Bond seguían el clima político de la época en su forma de mostrar a soviéticos y chinos "rojos".
Las novelas de espías de Frederick Forsyth vendieron centenares de miles de ejemplares. El Cuarto Protocolo, cuyo título se refiere a una serie de acuerdos que, de romperse, conducirán a la guerra nuclear y están ya rotos excepto el último, se convirtió en una película importante protagonizada por Michael Caine. El objetivo de tales novelas, como el de las películas norteamericans de los 50, tales como My Son John, Kiss Me Deadly, y The Manchurian Candidate es vilificar al "enemigo interior", los traicioneros activistas del movimiento pacifista, o los simples votantes de partidos socialistas que, en 1988, estaban realizando marchas en contra de la Guerra Fría.